# Corynebacterium
Corynebacterium je rod bakterija, jedini rod porodice Corynebacteriaceae. 
Korinebakterije su gram-pozitivni aerobi ili fakulatitvni anaerobi, koji nisu pokretni, ne stvaraju spore i oblika su štapića. Najveći broj vrsta iz ovog reda ne uzrokuje bolesti, i dio je fiziološke kožne bakterijske flore kod čovjeka.

## Vrste

### Corynebacterium diphtheriae
- Corynebacterium diphtheriae, uzrokuje kod čovjeka bolest difteriju

### Nedifterične korinebakterije (difteroidi)
Korinebakterije koje ne uzrokuju difetriju se nazivaju i difteroidi:
- Corynebacterium amycolatum
- Corynebacterium aquaticum
- Corynebacterium bovis
- Rhodococcus equi (prije klasificirana kao Corynebacterium equi)
- Corynebacterium flavescens
- Corynebacterium glutamicum
- Corynebacterium haemolyticum
- Corynebacterium jeikeium (korinebakterija grupe JK)
- Corynebacterium minutissimum (uzrokuje eritrazmu)
- Corynebacterium parvum (naziva se i Propionibacterium acnes)
- Corynebacterium pseudodiptheriticum (naziva se i Corynebacterium hofmannii)
- Corynebacterium pseudotuberculosis (naziva se i Corynebacterium ovis)
- Corynebacterium pyogenes
- Corynebacterium urealyticum (korinebakterija skupine D2)
- Corynebacterium renale
- Corynebacterium striatum
- Corynebacterium tenuis (Trichomycosis palmellina, Trichomycosis axillaris)
- Corynebacterium ulcerans
- Corynebacterium xerosis